# Чернушка (приток Ветлуги)

Чернушка — река в России, протекает в Даровском и Шабалинском районах Кировской области. Устье реки находится в 798 км по правому берегу реки Ветлуга. Длина реки составляет 37 км, площадь водосборного бассейна 300 км².
Река берёт начало в лесу в 20 км к северо-западу от посёлка Даровской. Генеральное направление течения юг, затем юго-запад. Русло сильно извилистое. В среднем течении на реке деревни Петропавловское и Набережная, а также несколько нежилых. Впадает в Ветлугу ниже села Старица.

## Притоки (км от устья)
- 13 км: река Белолужица (лв)
- 18 км: река Северная (пр)

## Данные водного реестра
По данным государственного водного реестра России относится к Верхневолжскому бассейновому округу, водохозяйственный участок реки — Ветлуга от истока до города Ветлуга, речной подбассейн реки — Волга от впадения Оки до Куйбышевского водохранилища (без бассейна Суры). Речной бассейн реки — (Верхняя) Волга до Куйбышевского водохранилища (без бассейна Оки).
По данным геоинформационной системы водохозяйственного районирования территории РФ, подготовленной Федеральным агентством водных ресурсов:
- Код водного объекта в государственном водном реестре — 08010400112110000040656
- Код по гидрологической изученности (ГИ) — 110004065
- Код бассейна — 08.01.04.001
- Номер тома по ГИ — 10
- Выпуск по ГИ — 0